# Roberto Pérez
Roberto Pérez (né le 23 décembre 1988 à Mayagüez, Porto Rico) est un receveur des Indians de Cleveland de la Ligue majeure de baseball.

## Carrière
Roberto Pérez est repêché à deux reprises par un club du baseball majeur : par les Dodgers de Los Angeles au 29e tour de sélection en 2006 alors qu'il joue pour son école secondaire à Mayagüez, puis, après son départ pour une école secondaire de Floride aux États-Unis, par les Indians de Cleveland au 33e tour en 2008. C'est avec cette dernière équipe qu'il signe son premier contrat professionnel et qu'il amorce sa carrière en ligues mineures dès 2009.
Pérez fait ses débuts dans le baseball majeur avec Cleveland le 10 juillet 2014 et, à son premier match, obtient d'abord son premier coup sûr en carrière aux dépens du lanceur David Phelps puis frappe son premier coup de circuit contre Jim Miller, pour terminer sa journée avec une performance de deux coups sûrs en 3 avec deux points marqués, deux points produits et un but-sur-balles contre les Yankees de New York.